# 크리스틴 하지

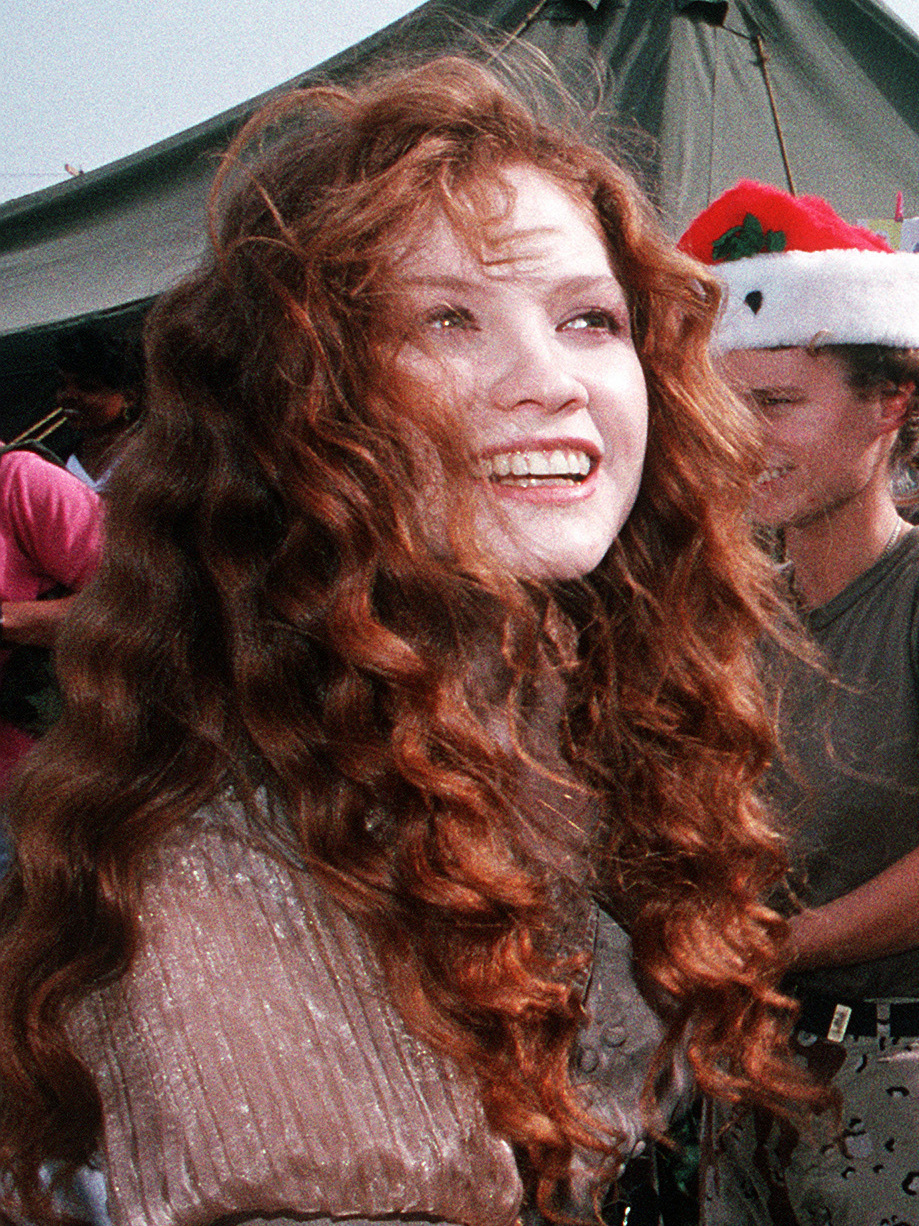

크리스틴 하지(영어: Khrystyne Haje, 1968년 12월 21일 ~ )는 미국의 배우이다.
샌타클라라에서 태어났다.

## 출연 작품
- 드래곤 파이어 (2003년)
- 스텝시스터 프롬 플래닛 위어드 (2000년)
- 킹스 가드 (2000, The King's Guard)
- 나는 네가 지난 13일 금요일 밤에 한 일을 알고 있다 (2000년)
- 데몰리션 U (1997년)
- 프린스 포 어 데이 (1995년)
- 스캐너 캅 2 (1995년)
- 사이보그 3 (1995년)
- 원초 인간 (1989년)
- 베이츠 모텔 (1987년)

### 텔레비전
- 헤드 오브 더 클래스 (1986-91)
- 로앤오더: 성범죄 전담반 (2002)
- 로앤오더: 범죄 전담반 (2002-03)